# Women's Guild of Arts
La Women's Guild of Arts fue una organización británica fundada en 1907 por las artistas May Morris y Mary Elizabeth Turner, del movimiento Arts and Crafts. 
La organización ofreció a las artistas una alternativa al Art Workers Guild, la asociación de artistas fundada en 1884 por William Morris, fundador e ideólogo del movimiento Arts and Crafts, ya que este se restringía el acceso a las mujeres. El gremio de mujeres se estableció con la diseñadora de bordados, May Morris, como su primera presidenta y con la acuarelista y grabadora, Mary Annie Sloane, como su secretaria honoraria. Otras partícipes fueron Agnes Garrett, Mary Lowndes, Marianne Stokes, Evelyn De Morgan, Georgie Gaskin y Mary J. Newill.